# Marian Pieciukiewicz
Marian Pieciukiewicz (biał. Мар'ян Пецюкевіч, ur. 24 września 1904 w Ciecierkach, gm. Ikaźń, zm. 25 września 1983 w Toruniu) - etnograf, znawca kultury białoruskiej.
Urodził się w ubogiej rodzinie Józefa, włościanina-katolika. Naukę początkową odebrał w Szawlanach. Po Pierwszej Wojnie Światowej z pomocą księży W. Szutowicza i A. Stankiewicza trafił do Gimnazjum Białoruskiego w Wilnie. Później do roku 1928 uczył się także w gimnazjum w Radoszkowicach. Po nieudanej próbie przedostania się do Czechosłowacji w celu podjęcia tam studiów, odbył służbę wojskową, po której został przyjęty na Uniwersytet Stefana Batorego. Jeszcze podczas studiów rozpoczął pracę w Bibliotece Wróblewskich. Był pierwszym redaktorem białoruskiego czasopisma "Szliach Moładzi", do którego pisał pod pseudonimem Marwicz.
Podczas pierwszej sowieckiej okupacji Wilna, w 1939 roku był redaktorem białoruskich audycji wileńskiego radio oraz wykonywał obowiązki dyrektora Biblioteki Wróblewskich. Po przekazaniu Wilna Republice Litewskiej został dyrektorem białoruskiego Muzeum im. I. Łuckiewicza. Później był nauczycielem w Oszmianie.
Został aresztowany przez władze sowieckie 1 stycznia 1945 i uwięziony na Łukiszkach.
W roku 1952 ponownie aresztowany i zesłany do Workuty za nacjonalizm. W roku 1957 po rehabilitacji repatriowany do Polski, gdzie mieszkała już jego żona i córka. Dzięki pomocy profesora Kazimierza Moszyńskiego oraz Marii Znamierowskiej-Prüfferowej od roku 1959 rozpoczął pracę w wydziale etnografii muzeum w Toruniu, gdzie doczekał się emerytury w roku 1970.
Często bywał na Białostocczyźnie. Wiele czasu poświęcał badaniom etnograficznym. Był jednym z założycieli grupy literackiej Białowieża. Publikował opowiadania satyryczne pod pseudonimem "Dziad Marcin".